# خوان باربرا
خوان باربرا (انگلیسی: Joan Barbarà؛ زادهٔ ۲۳ ژوئیهٔ ۱۹۶۶) بازیکن فوتبال اهل اسپانیا است.
از باشگاه‌هایی که در آن بازی کرده‌است می‌توان به باشگاه فوتبال سابادل اشاره کرد.